# Ibrāhīm b. Yaʿqūb al-Dhakwānī al-Kānemī
Ibrāhīm b. Yaʿqūb al-Dhakwānī al-Kānemī (gestorben 1211 oder 1212/1213) war ein Autor aus der Südsahara.

## Herkunft und Leben
Geboren in der Oase Bilma im heutigen Niger, war der Vater wohl arabischer Abstammung, die Mutter jedoch Afrikanerin aus der Subsahara-Region. Die Nisba al-Dhakwānī deutet auf die Abstammung von einem Zweig der Banū Sulaym hin, einem arabischen Stamm, der in der Mitte des elften Jahrhunderts von Oberägypten nach Nordafrika auswanderte. Eine Quelle beschreibt ihn als „tiefschwarz von der Hautfarbe und seltsam im Benehmen“ (lawnuhu ghirbīb wa-amruhu gharīb). Einigen Quellen nach erhielt er seine Ausbildung im Sudan, nach Ibn Ḥammūya jedoch in Ghana. Im Jahr 1197 oder 1198 kam er nach Marrakech, wo er als Grammatiker und Dichter anerkannt wurde. Er lehrte Literatur in Marrakesch und war dort mit einer "weißen" Frau, Zahrāʾ, verheiratet, an die er ein Gedicht über die Hautfarbe richtete. Schließlich ging er nach Andalusien und starb dort.

## Werke
In seinen Gedichten, die nur fragmentarisch erhalten sind, preist er herausragende Persönlichkeiten der Almohaden-Dynastie, insbesondere deren Sultan Yaʿqūb al-Manṣūr.

### Aufzählung seiner Werke
- قصيدة بائية في مدح السلطان يعقوب الموحدي / Qaṣīda bāʾiyya fī madḥ al-sulṭān Yaʿqūb al-Muwaḥḥidī („Ein Gedicht auf den Buchstaben bāʾ zum Lob von Sultan Yaʿqūb al-Muwaḥḥidī.“)
- قصيدة دالية في سواد اللون / Qaṣīda dāliyya fī sawād al-lawn („Ein Gedicht auf den Buchstaben dāl über die Farbe Schwarz.“)
- قصيدة فائية في مدح السلطان إبراهيم بن يعقوب الموحدي / Qaṣīda fāʾiyya fī madḥ al-sulṭān Ībrāhīm b. Yaʿqūb al-Muwaḥḥidī  („Ein Gedicht auf den Buchstaben fāʾ zum Lob von Sultan Ībrāhīm b. Yaʿqūb al-Muwaḥḥidī.“)
- قصيدة جيمية / Qaṣīda Dschīmiyya („Ein Gedicht auf den Buchstaben Dschīm.“)
- قصيدة ميمية في مدح السلطان إبراهيم بن يعقوب الموحدي / Qaṣīda mīmiyya fī madḥ al-sulṭān Ibrāhīm b. Yaʿqūb al-Muwaḥḥidī („Ein Gedicht auf den Buchstaben mīm zum Lob von Sultan Ibrāhīm b. Yaʿqūb al-Muwaḥḥidī.“)
- قصيدة نونية في ذكر الموت / Qaṣīda nūniyya fī dhikr al-mawt. („Ein Gedicht auf den Buchstaben nūn über das Gedenken an den Tod.“)
- قصيدة في مدح زوجته زهراء / Qaṣīda fī madḥ zawjatihi Zahrāʾ („Ein Gedicht zum Lob seiner Frau Zahrāʾ“)
- تعليقات على مقامات الحريري / Taʿlīqāt ʿalā Maqāmāt al-Ḥarīri. („Anmerkungen zu den Maqāmāt des al-Ḥarīri.“)

## Quelle
- John O. Hunwick und R.S. O’Fahey: Ibrāhīm b. Yaʿqūb al-Dhakwānī al-Kānemī, in: Arabic Literature of Africa Online Eintrag auf Brill Online (kostenlose Vorschau, abgerufen am 1. Juli 2023)

| Personendaten    | Personendaten                           |
| ---------------- | --------------------------------------- |
| NAME             | Ibrāhīm b. Yaʿqūb al-Dhakwānī al-Kānemī |
| KURZBESCHREIBUNG | Autor aus der Südsahara                 |
| GEBURTSDATUM     | 12. Jahrhundert                         |
| STERBEDATUM      | 1211 oder 1212/1213                     |